# Szikszó
Szikszó [siksó] (slovensky Siksava, Siksov, německy Sicksau, srbsky Сиксо, Sikso, ukrajinsky Сіксо, Sikso) je město v severovýchodním Maďarsku v župě Borsod-Abaúj-Zemplén. Svým územím bezprostředně sousedí s obcí Aszaló a vytváří tak aglomeraci. Nachází se asi 12 km severovýchodně od Miškovce a je správním městem stejnojmenného okresu. V roce 2018 zde žilo 5 278 obyvatel, přičemž je dle údajů z roku 2001 tvořili 97 % Maďaři a 3 % Romové.
Město leží blízko břehu řeky Hernád. Nejbližšími městy jsou Abaújszántó, Encs, Felsőzsolca a Onga. Blízko jsou též obce Alsóvádasd, Arnót, Aszaló a Sajóvámos.